# NGC 967
NGC 967 est une très vaste galaxie lenticulaire située dans la constellation de la Baleine. NGC 967 a été découverte par l'astronome britannique John Herschel en 1835.

## Caractéristiques
Sa vitesse par rapport au fond diffus cosmologique est de 8 454 ± 32 km/s, ce qui correspond à une distance de Hubble de 124,7 ± 8,7 Mpc (∼407 millions d'al).
À ce jour, deux mesures non basées sur le décalage vers le rouge (redshift) donnent une distance de 104,200 ± 11,597 Mpc (∼340 millions d'al), ce qui est tout juste à l'extérieur des valeurs de la distance de Hubble. Notons cependant que c'est avec la valeur moyenne des mesures indépendantes, lorsqu'elles existent, que la base de données NASA/IPAC calcule le diamètre d'une galaxie et qu'en conséquence le diamètre de NGC 967 pourrait être d'environ 191,2 kpc (∼624 000 al) si on utilisait la distance de Hubble pour le calculer.